# Павлівська сільська рада (Снігурівський район)
Па́влівська сільська́ ра́да — орган місцевого самоврядування у Снігурівському районі Миколаївської області. Адміністративний центр — село Павлівка.

## Загальні відомості
- Населення ради: 1 914 особи (станом на 2001 рік)

## Населені пункти
Сільській раді підпорядковані населені пункти:
- с. Павлівка
- с. Івано-Кепине

## Склад ради
Рада складається з 16 депутатів та голови.
- Голова ради: Дзюбак Людмила Петрівна
- Секретар ради: Зінчак Наталія Володимирівна

### Керівний склад попередніх скликань
| Прізвище, ім'я, по батькові  | Основні відомості                                                                     | Дата обрання | Дата звільнення |
| ---------------------------- | ------------------------------------------------------------------------------------- | ------------ | --------------- |
| Дмитрусенко Сергій Борисович | Сільський голова, 1961 року народження, член Народного Руху України                   | 26.03.2006   | 31.10.2010      |
| Дзюбак Людмила Петрівна      | Сільський голова, 1962 року народження, освіта незакінчена вища, член Партії регіонів | 31.10.2010   |                 |

Примітка: таблиця складена за даними сайту Верховної Ради України

### Депутати
За результатами місцевих виборів 2010 року депутатами ради стали:

#### За суб'єктами висування
| Суб'єкт висування                     | Кількість обраних депутатів | %    |
| ------------------------------------- | --------------------------- | ---- |
| Політична партія Народний Рух України | 6                           | 37,5 |
| Партія регіонів                       | 5                           | 31,3 |
| Самовисування                         | 3                           | 18,8 |
| Комуністична партія України           | 2                           | 12,5 |

#### За округами
| № округу                              | Прізвище, ім'я, по батькові    | Дата визнання обраним | Освіта             | Партійна приналежність            | Відомості про обраного депутата                            |
| ------------------------------------- | ------------------------------ | --------------------- | ------------------ | --------------------------------- | ---------------------------------------------------------- |
| Комуністична партія України           |                                |                       |                    |                                   |                                                            |
| 4                                     | Дідик Олександр Федосійович    | 05.11.2010            | середня спеціальна | член Комуністичної партії України | ПП «Агроальянс», охоронець                                 |
| 5                                     | Бондаренко Віталій Васильович  | 05.11.2010            | вища               | член Комуністичної партії України | пенсіонер                                                  |
| Партія регіонів                       |                                |                       |                    |                                   |                                                            |
| 1                                     | Андрієвська Валентина Іванівна | 05.11.2010            | середня            | член Партії регіонів              | пенсіонер                                                  |
| 6                                     | Зінчак Наталія Володимирівна   | 05.11.2010            | вища               | член Партії регіонів              | Павлівська сільська рада, секретар                         |
| 13                                    | Камардіна Наталія Іванівна     | 05.11.2010            | вища               | позапартійна                      | Павлівська сільська рада, бухгалтер                        |
| 15                                    | Шкатова Олена Миколаївна       | 05.11.2010            | середня спеціальна | позапартійна                      | пенсіонер                                                  |
| 16                                    | Кріль Микола Васильович        | 05.11.2010            | середня спеціальна | позапартійний                     | пенсіонер                                                  |
| Політична партія Народний Рух України |                                |                       |                    |                                   |                                                            |
| 2                                     | Оксенюк Валентина Ісааківна    | 05.11.2010            | вища               | позапартійна                      | УСПЗН, соціальний працівник                                |
| 3                                     | Чернова Тетяна Анатоліївна     | 05.11.2010            | вища               | позапартійна                      | ЦРЛ, медична сестра                                        |
| 8                                     | Предчук Анатолій Миколайович   | 05.11.2010            | вища               | позапартійний                     | Павлівська загальноосвітня школа, вчитель                  |
| 10                                    | Котула Микола Ярославович      | 05.11.2010            | середня спеціальна | член Народного Руху України       | Одеська залізниця, оглядач                                 |
| 11                                    | Худьо Микола Євстафійович      | 05.11.2010            | середня спеціальна | член Народного Руху України       | ПП «Агроальянс», охоронець                                 |
| 14                                    | Ревуцька Алла Олександрівна    | 05.11.2010            | вища               | позапартійна                      | Іванокепнський ДНЗи, завідувачка                           |
| Самовисування                         |                                |                       |                    |                                   |                                                            |
| 7                                     | Горєвая Тетяна Федорівна       | 05.11.2010            | середня спеціальна | позапартійна                      | тимчасово не працює                                        |
| 9                                     | Мураль Тетяна Миколаївна       | 05.11.2010            | вища               | позапартійна                      | Павлівський фельдшерсько-акушерський пункт, медична сестра |
| 12                                    | Котляр Лариса Миколаївна       | 05.11.2010            | середня            | позапартійна                      | тимчасово не працює                                        |